# Lev (ime)
Lev je moško osebno ime, zlasti pri Rusih, tudi Slovencih in Čehih

## Izvor imena
Ime je krajša različica imena Leon (oz. njegove variante Leo) 

## Pogostost imena
Po podatkih Statističnega urada Republike Slovenije je bilo na dan 31. decembra 2007 v Sloveniji število moških oseb z imenom Lev: 82. Decembra 2019 je bilo v Sloveniji 328 moških oseb z imenom Lev. 
Znane osebnosti s tem imenom:
- Lev Alburt, rusko-ameriški šahist
- Lev Arcimovič, ruski fizik
- Lev Arnštam, ruski (sovjetski) filmski režiser
- Lev Atamanov, ruski (sovjetski) filmski režiser
- Lev Baraškov, ruski igralec in pevec popularne glasbe
- Lev (Leon) B(a)ebler, slovenski nordijski kombinatorec
- Lev Beklemišev, ruski matematik
- Lev Berg (Leo S. Berg), ruski biogeograf, biolog, ihtiolog
- Lev Borisov, ruski igralec
- Lev Bregant, slovenski pediater
- Lev Brunčko, narodni delavec
- Lev Centrih, slovenski zgodovinar in sociolog
- Andrej Cetinski - Lev, slovenski partizan, general in narodni heroj
- Lev Čerepnin, ruski zgodovinar
- Lavo (Leo, Lev) Čermelj, slovenski narodni delavec, publicist in naravoslovec
- Lev Dejč (Leo Deutsch), ruski marksist in revolucionar, predhodnik ruske socialdemokracije
- Lev Detela, slovenski pisatelj, pesnik, prevajalec in publicist
- Lev Durov, ruski filmski igralec
- Lev Furlan Nosan, strojnik (letalstvo)
- Lev Geržinič, slovenski ekonomist
- Lev Gorkov, rusko-ameriški fizik
- Lev Gumiljov, ruski zgodovinar, etnolog, antropolog
- Lev Gurevič, ruski (sovjetski) astronom
- Lev Gutman, rusko-nemški šahist
- Lev Jakubinski, ruski literarni teoretik
- Lev Jašin, ruski (sovjetski) nogometaš
- Lev Kamenjev, ruski revolucionar in politik
- Lev Karahan, ruski revolucionar in sovjetski diplomat armenskega rodu
- Lev Kerbel, ruski kipar
- Lev Knipper, ruski skladatelj
- Lev Abramovič Kofman, rusko-kanadski kozmolog
- Lev Nikolajevič Konovalov, ruski znanstvenik
- Lev Kovačič, slovenski partizan, družbenopolitični in društveni delavec
- Lev Kreft, slovenski filozof estetik, publicist in politik
- Lev Kulešov, ruski (sovjetski) filmski režiser
- Lev Kulidžanov, ruski (sovjetski) filmski režiser armenskega rodu
- Lev Landau, ruski (sovjetski) fizik
- Lev Levin, ruski (sovjetski) fizik
- Lev Lifschitz/Lifšic, ruski (umetnostni zgodovinar), muzealec
- Lev Lipatov, ruski fizik
- Lev Lopatin (1855–1920), ruski filozof in psiholog
- Lev B Marn, slovenski glasbenik
- Lev T. Mastnak (Lev Mastnak Trobentar), slovenski dramaturg, scenarist, spletni urednik
- Lev Maškov, ruski igralec
- Lev (Leo) Matajc, slovenski pediater
- Lev Mehlis, sovjetski politik in politični komisar Rdeče armade med 2. sv.v.
- Lev Menaše, slovenski umetnostni zgodovinar
- Lev Milčinski, slovenski psihiater, akademik
- Lev Mirski, ruski režiser
- Lev Misovski, ruski (sovjetski) fizik
- Lev Modic, slovenski publicist, politični delavec
- Lev Nariškin
- Lev Oborin, ruski pianist
- Lev Okun, ruski (sovjetski) fizik
- Lev Perfilov, ruski igralec
- Lev Pitajevski, rusko-italijanski fizik
- Lev Poljakov, ruski igralec
- Lev Polugajevski, ruski šahist
- Lev Ponikvar, glasbenik
- Lev Ponomarjov, ruski fizik, politični in družbeni aktivist (Memorial, Solidarnost)
- Lev Pontrjagin, ruski (sovjetski) matematik
- Lev Požar, slovenski klinični psiholog, (skupinski) psihoterapevt
- Lev Predan Kowarski, slovenski filmski snemalec, gledališčnik?
- Lev Premru, slovenski kemik in farmacevtski gospodarstvenik
- Lev Prigunov, ruski igralec in slikar
- Lev Psahis, izraelski šahist ruskega porekla
- Lev Pupis, slovenski saksofonist
- Lev Nikitovič Puškarev/Puškarjov, ruski zgodovinar (1918-2019)
- Lev Razgon (1908-1999), ruski sovjetski novinar, pisatelj, politični zapornik in borec za človekove pravice
- Lev Rubinstein/Rubinštajn (1947-2024), ruski pesnik
- Lev Rudnev, ruski (sovjetski) arhitekt
- Lev Rupnik, slovenski kolaboracionistični general in politik
- Lev Rus, zmagovalec v deklamiranju decimalk števila π  pri nas (2019-državni rekord 3333 decimalk)
- Lev Iljič Rusinov,
- Lev Nikolajevič Seravin
- Lev Skrbenský, češki kardinal
- Lev Smirnov, predsednik Vrhovnega sodišča Sovjetske zveze
- Lev L. Spiro, ameriški filmski in TV režiser
- Lev Sverdlin, ruski igralec
- Lev Svetek, slovenski pesnik, pravnik, partizan
- Lev (Leo) Šavnik, slovenski kirurg, onkolog
- Lev Ščerba, ruski jezikoslovec
- Lev(in) Šebek, slovenski psiholog
- Lev Šestov, ruski filozof
- Lev Šlosberg, ruski opozicijski politik in aktivist
- Lev Šnireljman, ruski (sovjetski) matematik
- Leon (Lev) Štorman, slovenski pripovednik
- Lev Šubnikov, ruski sovjetski fizik, žrtev stalinističnih čistk
- Lev Švarc, ruski (sovjetski) skladatelj
- Lev Tarasov (armensko Levon Teresjan /franc. ps. Henri Troyat), francoski pisatelj armensko-ruskega porekla
- Lev Tarasov (1927-2003), ruski sovjetski nogometaš
- Lev Vasiljevič Tarasov (1934-), ruski fizik in pedagog
- Lev Tihomirov, ruski sovjetski politik
- Lev Termen/Leon T(h)eremin, glasbeni izumitelj ruskega rodu
- Lev Tihomirov, prvotno ruski revolucionar, ki je postal eden vodilnih konservativnih mislecev
- Lev Tolstoj, ruski pisatelj in mislec
- Lev Trocki, ruski revolucionar in politik
- Ferdinand Lev Tuma (1883—1961), slovenski zavarovalni strokovnjak in publicist
- Lev Vaidman, rusko-izraelski fizik
- Lev Vidmar, slovenski teoretični fizik
- Lev Vigotski, ruski razvojni psiholog
- Lev Aleksejevič Voronin, ruski sovjetski politik
- Lev Genadijevič Voronin, ruski rokometaš
- Lev Zajkov, ruski sovjetski politik
- Lev Žurbin, ruski skladatelj

## Osebni praznik
V koledarju je ime Lev skupaj z Leonom; god praznuje 20.februarja, 19. aprila ali 10. novembra.